# Isolde Kühn
Isolde Kühn (* 1953; † 21. November 2014) war eine deutsche Schauspielerin und Regisseurin.

## Leben
Isolde Kühn wurde 1953 geboren und absolvierte von 1970 bis 1974 die Theaterhochschule „Hans Otto“ Leipzig, wovon sie von 1972 bis 1974 die Ausbildung am Schauspielstudio des Theaters in Karl-Marx-Stadt erhielt. Über 35 Jahre wirkte sie an den  Bühnen der Stadt Magdeburg (jetzt Schauspielhaus) als Schauspielerin und Regisseurin. Ihre Erfahrungen, die sie an der Schauspielschule in Leipzig als Pädagogin sammelte, gab sie an die Jugendlichen des Magdeburger Theaterjugendclubs weiter, die Interesse an der Theaterarbeit hatten und auch als Statisten bei den Profis mitwirkten.
Isolde Kühn verstarb im Jahr 2014.

## Filmografie
- 1982: Polizeiruf 110: Petra (Fernsehreihe)
- 2006: Die Könige der Nutzholzgewinnung
- 2011: Lindburgs Fall (Fernsehfilm)
- 2012: Alles Klara (Fernsehserie, 1 Episode)

## Theater

### Schauspielerin
- 1978: Jordan Raditschkow: Januar (Sofrona) – Regie: Gert Jurgons (Bühnen der Stadt Magdeburg – Kammerspiele)
- 1978: Gotthold Ephraim Lessing: Minna von Barnhelm – Regie: Karl Schneider (Bühnen der Stadt Magdeburg)
- 1982: Adolf Nowaczynski: Der Große Friedrich (Justine Gotzkowsky) – Regie: Karl Schneider (Bühnen der Stadt Magdeburg)
- 1987: Arthur Schnitzler: Reigen – Regie: Horst Ruprecht (Bühnen der Stadt Magdeburg)
- 1984: Waleri Petrow: Theater – meine Liebe (Schauspielerin) – Regie: Karl Schneider (Bühnen der Stadt Magdeburg)
- 1987: Ödön von Horváth: Glaube Liebe Hoffnung – Regie: Horst Ruprecht (Bühnen der Stadt Magdeburg)
- 1987: István Örkény: Katzenspiel – Regie: Christian Bleyhoeffer (Bühnen der Stadt Magdeburg)
- 1990: Henrik Ibsen: Ein Volksfeind (Katrine) – Regie: Karl Schneider (Bühnen der Stadt Magdeburg)
- 1991: Arthur Miller: Tod eines Handlungsreisenden (Linda Loman) – Regie: Michael Grosse (Bühnen der Stadt Magdeburg)
- 2002: Ödön von Horváth: Geschichten aus dem Wiener Wald – Regie: Max K. Hoffmann (Bühnen der Stadt Magdeburg)
- 2003: Werner Buhss: Deutsche Küche – Regie: Lydia Bunk (Bühnen der Stadt Magdeburg)
- 2004: Coline Serreau: Hase Hase – Regie: Rüdiger List (Bühnen der Stadt Magdeburg)
- 2004: Dan Goggin: Nonnsense – Regie: Craig Simmons (Bühnen der Stadt Magdeburg)
- 2005: Anthony Burgess: A Clockwork Orange – Regie: Sascha Hawemann (Schauspielhaus Magdeburg)
- 2005: Tennessee Williams: Süßer Vogel Jugend – Regie: Tobias Wellemeyer (Schauspielhaus Magdeburg)
- 2005: Friedrich Schiller: Kabale und Liebe – Regie: Sascha Hawemann (Schauspielhaus Magdeburg)
- 2005: Richard Alfieri: Sechs Tanzstunden in sechs Wochen – Regie: David Gerlach (Schauspielhaus Magdeburg)
- 2007:  Anton Tschechow: Die Möwe – Regie: Tobias Wellemeyer (Schauspielhaus Magdeburg)
- 2008: Rainer Werner Fassbinder: Angst essen Seele auf – Regie: Lukas Langhoff (Schauspielhaus Magdeburg)
- 2008: Virginia Woolf: The Waves – Regie: Jan Jochymski (Schauspielhaus Magdeburg)
- 2009: Ronald M. Schernikau: Irene Binz, die Frau im Kofferraum – Regie: Alexander Marusch (Schauspielhaus Magdeburg)
- 2009: Bertolt Brecht: Der gute Mensch von Sezuan – Regie: Jan Jochymski (Schauspielhaus Magdeburg)
- 2010: William Shakespeare: Hamlet – Regie: Jan Jochymski (Schauspielhaus Magdeburg)
- 2010: Heiner Müller: Komplexe – Weiberkomödie – Regie: France-Elena Damian (Schauspielhaus Magdeburg – Werkstatt I)
- 2011: Kai Ivo Baulitz: An kalten Tagen bitte Türen schließen – Regie: Enrico Stolzenburg (Schauspielhaus Magdeburg)
- 2011: Bertolt Brecht/Kurt Weill: Die Dreigroschenoper – Regie: Jan Jochymski (Schauspielhaus Magdeburg)
- 2012: Hans Fallada: Kleiner Mann – was nun? – Regie: Enrico Stolzenburg (Schauspielhaus Magdeburg)

### Regisseurin
- 2000: Seán O’Casey: Das Ende vom Anfang (Bühnen der Stadt Magdeburg)
- 2003: Pierre Carlet de Marivaux: Der Streit (Bühnen der Stadt Magdeburg)